# Шаумян, Сурен Степанович
Сурен Степанович Шаумян (14 января 1902, Тифлис — 4 июня 1936, Москва) — советский военный деятель, комбриг.

## Биография
Родился в семье С. Г. Шаумяна в Тифлисе, затем семья переехала в Баку. Учился в Бакинской гимназии до Февральской революции, после чего в пятнадцатилетнем возрасте ушёл из гимназии, вступил в РСДРП(б) и в Красную гвардию. С 1918 до 1920 участвовал в Гражданской войне, воевал против войск А. И. Деникина. Осенью 1920 поступил в Военную академию РККА, после окончания которой служил в 5-м стрелковом полку, потом был начальником 13-й стрелковой дивизии. В феврале 1929 возглавил Иваново-Вознесенскую пехотную школу, первый начальник и комиссар Орловской танковой школы, преобразованной в Орловское бронетанковое училище. Вёл работу в области формирования танковых войск в СССР, разработки их стратегии и тактики. С осени 1934 по 1936 возглавлял автобронетанковые войска Белорусского и Ленинградского военных округов. В феврале 1936 его семья в сопровождении врача Военно-медицинской академии выехала в Вену на лечение. Почти три месяца в клинике-санатории доктора Гольдштерна у профессора Урбаха не принесли улучшения здоровья, а в апреле наступило дальнейшее обострение болезни. 4 июня 1936 умер, урна с прахом привезена в Москву, похоронен на территории колумбария Новодевичьего кладбища. Рядом покоится прах его жены и дочери.

### Звания
- комбриг (1935).

### Награды
- орден Красного Знамени (предположительно в 1919 по итогам Орловско-Кромского сражения).

## Публикации
- Шаумян С. С. Большевистская контрабанда. 2-е изд. М. ОГИЗ : Молодая гвардия, 1930. — 48 с. : ил.[3]

## Память
- Его именем названа улица в городе Орёл.
- На доме № 17 по улице Шаумяна установлена мемориальная доска с надписью: «Улица названа в честь героя гражданской войны, первого начальника Орловской танковой школы Сурена Степановича Шаумяна (1902 — 1936).».
- На доме № 47 по улице Октябрьской установлена мемориальная доска с надписью: «В этом месте с 1930 по 1941 год находилось Орловское ордена Ленина Краснознаменное бронетанковое училище имени М. В. Фрунзе. Первым начальником училища был Сурен Шаумян».
- На доме № 19 по улице Гуртьева установлена мемориальная доска с надписью:: «В этом доме с 1928 по 1932 год жил Сурен Степанович Шаумян, герой гражданской войны, первый начальник и комиссар Орловской танковой школы.».

Памятная доска в Орле